# Kalwaria Zebrzydowska (gromada)
Kalwaria Zebrzydowska (od 1 I 1967 Brody) – dawna gromada, czyli najmniejsza jednostka podziału terytorialnego Polskiej Rzeczypospolitej Ludowej w latach 1954–1972.
Gromady, z gromadzkimi radami narodowymi (GRN) jako organami władzy najniższego stopnia na wsi, funkcjonowały od reformy reorganizującej administrację wiejską przeprowadzonej jesienią 1954 do momentu ich zniesienia z dniem 1 stycznia 1973, tym samym wypierając organizację gminną w latach 1954–1972.
Gromadę Kalwaria Zebrzydowska z siedzibą GRN w mieście Kalwaria Zebrzydowska (nie wchodzącym w skład gromady) utworzono 31 grudnia 1959 w powiecie wadowickim w woj. krakowskim z obszaru zniesionych gromad Brody i Zebrzydowice. 
31 grudnia 1961 do gromady Kalwaria Zebrzydowska przyłączono obszar zniesionej gromady Izdebnik.
Gromadę Kalwaria Zebrzydowska zniesiono 1 stycznia 1967 w związku z przeniesieniem siedziby GRN z Kalwarii Zebrzydowskiej do Brodów i przemianowaniem jednostki na gromada Brody. 
1 stycznia 1973 reaktywowano zniesioną w 1954 roku gminę Kalwaria Zebrzydowska (do 1954 pod nazwą gmina Kalwaria).